# 黑似深海鮭
黑似深海鮭，為輻鰭魚綱水珍魚目小口兔鮭科的其中一種，為深海魚類，分布於太平洋與印度洋海域，棲息深度100-1500公尺，體長可達9.3公分，棲息在大洋中層水域，會進行垂直性洄游，以浮游生物為食，生活習性不明。